# Gare de Louhans
Gare de Louhans – stacja kolejowa w Louhans, w departamencie Saona i Loara, w regionie Burgundia-Franche-Comté, we Francji.
Pierwsza stacja powstała w mieście w 1871 roku i została wybudowana przez Compagnie du chemin de fer de la Dombes. Aktualna stacja pochodzi z 1883 od Compagnie des chemins de fer de Paris à Lyon et à la Méditerranée (PLM). Jest stacją Société nationale des chemins de fer français (SNCF), obsługiwaną przez pociągi TER Bourgogne.